# Nationalliga A (Basketball)

Altes Logo

Die Nationalliga A (englisch Swiss Basketball League) ist die höchste Spielklasse im Vereins-Basketball der Herren in der Schweiz und verwendet im Eigengebrauch in der Regel ihre englische Bezeichnung. Sie besteht aus aktuell zehn Mannschaften in der höchsten Staffel A sowie zwölf Mannschaften in der Staffel B. Als Eigenbezeichnung verwendete die Liga früher die Abkürzungen LN(B)A bzw. LNA (Abkürzung für „Ligue Nationale de Basket“).
Früher war die Liga von einer eigenen Liga-Organisation mit Sitz in Neuenburg NE in der französischsprachigen Romandie organisiert worden, heute obliegt die Organisation Swiss Basketball selber.

## Modus
Die zehn Mannschaften spielen zunächst ein Rundenturnier im Modus „Jeder gegen Jeden“ mit Hin- und Rückspiel (englisch Round Robin). Die ersten acht Mannschaften nach spielen in Play-off-Serien im Modus «Best-of-Five» den Meister aus.

## Swiss Basketball League (SBL)

### Mannschaften
Saison 2024/25
- BBC Monthey
- BBC Nyon
- Pully Lausanne Foxes
- Fribourg Olympic
- Lions de Genève
- Lugano Tigers
- Spinelli Massagno
- Starwings Basket
- Union Neuchâtel